# فریال کریم
فریال کریم (عربی: فريال كريم؛ زاده ۱۶ آوریل ۱۹۳۸ درگذشته ۴ ژوئیهٔ ۱۹۸۸) یک هنرپیشه، خوانندگی، و استندآپ کمدی بود.